# العلاقات الإكوادورية اليابانية
العلاقات الإكوادورية اليابانية هي العلاقات الثنائية التي تجمع بين الإكوادور واليابان.

## مقارنة بين البلدين
هذه مقارنة عامة ومرجعية للدولتين:
| وجه المقارنة                                              | الإكوادور                      | اليابان         |
| --------------------------------------------------------- | ------------------------------ | --------------- |
| المساحة (كم2)                                             | 283.56 ألف                     | 377.97 ألف      |
| عدد السكان (نسمة)                                         | 16.62 مليون                    | 126.79 مليون    |
| الكثافة السكانية (ن./كم²)                                 | 58.61                          | 335.45          |
| العاصمة                                                   | كيتو                           | طوكيو           |
| اللغة الرسمية                                             | اللغة الإسبانية، كيشوا ‏، شوار ‏ | اللغة اليابانية |
| العملة                                                    | دولار أمريكي، سوكري إكوادوري   | ين ياباني       |
| الناتج المحلي الإجمالي (بليون دولار)                      | 103.06 مليار                   | 4.87 تريليون    |
| الناتج المحلي الإجمالي (تعادل القوة الشرائية) بليون دولار | 185.24 مليار                   | 5.18 تريليون    |
| الناتج المحلي الإجمالي الاسمي للفرد دولار أمريكي          | 6.21 ألف                       | 34.52 ألف       |
| الناتج المحلي الإجمالي للفرد دولار أمريكي                 | 11.37 ألف                      | 36.62 ألف       |
| مؤشر التنمية البشرية                                      | 0.746                          | 0.903           |
| رمز المكالمات الدولي                                      | +593                           | +81             |
| رمز الإنترنت                                              | .ec                            | .jp             |
| المنطقة الزمنية                                           | 00                             | توقيت اليابان   |

## منظمات دولية مشتركة
يشترك البلدان في عضوية مجموعة من المنظمات الدولية، منها:
| علم المنظمة | اسم المنظمة                        | تاريخ انضمام الإكوادور | تاريخ انضمام اليابان |
| ----------- | ---------------------------------- | ---------------------- | -------------------- |
|             | يونسكو                             | 22 يناير 1947          | 2 يوليو 1951         |
|             | الفريق المعني برصد الأرض           | ?                      | ?                    |
|             | مؤسسة التمويل الدولية              | 20 يوليو 1956          | 20 يوليو 1956        |
|             | منظمة حظر الأسلحة الكيميائية       | ?                      | ?                    |
|             | مؤسسة التنمية الدولية              | 7 نوفمبر 1961          | 27 ديسمبر 1960       |
|             | منظمة التجارة العالمية             | ?                      | ?                    |
|             | وكالة ضمان الاستثمار متعدد الأطراف | 12 أبريل 1988          | 12 أبريل 1988        |
|             | الاتحاد البريدي العالمي            | ?                      | ?                    |
|             | الاتحاد الدولي للاتصالات           | 17 أبريل 1920          | 29 يناير 1879        |
|             | منظمة الشرطة الجنائية الدولية      | ?                      | ?                    |
|             | الأمم المتحدة                      | 21 ديسمبر 1945         | 18 ديسمبر 1956       |
|             | البنك الدولي للإنشاء والتعمير      | 28 ديسمبر 1945         | 13 أغسطس 1952        |
|             | المنظمة الهيدروغرافية الدولية      | ?                      | ?                    |

## أعلام
هذه قائمة لبعض الشخصيات التي تربطها علاقات بالبلدين:
- لويس ساريتاما (لاعب كرة قدم إكوادوري، 20 أكتوبر 1983 – )

## وصلات خارجية
- موقع وزارة الخارجية الإكوادورية
- موقع وزارة الخارجية اليابانية